# Bosruck
Bosruck är ett berg i Österrike.   Det ligger i distriktet Kirchdorf och förbundslandet Oberösterreich, i den centrala delen av landet, 170 km väster om huvudstaden Wien. Toppen på Bosruck är 1 992 meter över havet, eller 727 meter över den omgivande terrängen. Bredden vid basen är 3,7 km.
Terrängen runt Bosruck är huvudsakligen bergig, men åt sydväst är den kuperad. Närmaste större samhälle är Liezen, 9,3 km sydväst om Bosruck. 
I omgivningarna runt Bosruck växer i huvudsak blandskog. Runt Bosruck är det ganska glesbefolkat, med 25 invånare per kvadratkilometer.